# Piersno (Trzebnica)
Pour les articles homonymes, voir Piersno.
Piersno est une localité polonaise de la gmina et du powiat de Trzebnica en voïvodie de Basse-Silésie.